# Hey Bulldog
«Hey Bulldog» — пісня The Beatles, що вперше з'явилася на альбомі Yellow Submarine у 1969 році, увійшла до саундтреку однойменного фільму. Написана Джоном Ленноном (на виданнях традиційно приписується авторському дуету Леннон/Маккартні). Пісня була записана під час зйомок промоційного відео до синглу «Lady Madonna», і стала однією з небагатьох композицій побудованих на клавішному рифі.

## Історія
Під час запису пісні Пол Маккартні несподівано для інших став гавкати. Тоді наступні рядки, спочатку записані як «Hey Bullfrog» (Агов, жаба-бик) були змінені на «Hey Bulldog» (Гей, бульдог), що і стало назвою пісні. Текст пісні безсюжетний, тому така заміна ні на що не вплинула.
Звукорежисер The Beatles Джефф Емерік згодом згадував, що ця сесія стала останньою, коли кожен учасник групи працював з повним ентузіазмом, в єдиній команді. Коли музиканти зібралися в студії в травні 1968 року для запису альбому The Beatles, взаємини вже були підірвані діловими, творчими та особистими розбіжностями, які в підсумку призвели до розпаду колективу.
Під час запису пісні гурт знімали за роботою в студії. Це був один з рідкісних випадків коли музиканти The Beatles дозволили бути присутніми операторам в їхній студії Abbey Road і знімати практично кожен їх крок. Відзняті матеріали увійшли в промофільм, який збиралися випустити під час їх запланованої чотиримісячної поїздки в Індію, (потім вони увійшли до промофільму сингла Lady Madonna).
Пісня увійшла до саундтреку анімаційного фільму «Жовтий підводний човен» (Yellow Submarine), прокат якого спочатку був тільки європейським. У фільмі «ліверпульську четвірку» переслідує зв'язка з чотирьох синіх бульдогів, а «бітли» ховаються від них в механічному фоно. До 30-річчя створення фільму і запису альбому, в 1999 році був проведений цифровий ремастеринг саундтрека, платівка була перевидана, негатив фільму також був почищений, хоча відео так і не було переведено у цифровий формат.  Для рекламної кампанії цього перевидання Apple Records знову звернулася до відзнятих 30 років тому студійних відеоматеріалів, перемонтувавши старий промофільм, в результаті чого вийшов промокліп «Hey Bulldog».  Головними труднощами було визначити на відеозаписі, який фрагмент в кожен момент часу виконують музиканти і синхронізувати зображення з фонограмою пісні.
Гітарний риф із «Hey Bulldog» був включений до альбому записів The Beatles Love (2006), він звучить на треку «Lady Madonna». Аудіозапис сміху Леннона і Маккартні був включений у фрагмент пісні Blue Jay Way (трек «Something»), який виконує на цьому виданні функцію «переходу» між піснями «Something» та «Being for the Benefit of Mr. Kite».
Пол Маккартні дуже тепло відгукувався про «Hey Bulldog» в 1994 році:

Це одна з пісень Джона, я допоміг йому довести її в студії, але в основному це його річ. Там ще в кінці невелика перебранка між нами, ми злегка поваляли дурня. Ми намагалися в кожній пісні придумати щось нове, тому що вважали: «Навіщо робити щось схожим на зроблене минулого разу? Адже ми це вже зробили ». Ми як би піднімалися по сходах, і нам нема чого було спускатися на попередню сходинку або навіть залишатися на тій же, коли можна було піднятися на наступну..
Оригінальний текст (англ.)
I remember (it) as being one of John's songs and I helped him finish it off in the studio, but it's mainly his vibe. There's a little rap at the end between John and I, we went into a crazy little thing at the end. We always tried to make every song different because we figured, 'Why write something like the last one? We've done that'. We were on a ladder so there was never any sense of stepping down a rung, or even staying on the same rung, it was better to move one rung ahead.

## Відмінності між виданнями пісні
Відмінності між двома стерео-варіантами пісні досить істотні. На оригінальній платівці 1969 року вокал і ведуча гітара звучать в правому каналі, бас — по центру, все інше — в лівому каналі. Це особливо помітно під час гітарного соло (01:04 — 01:32). У цей час можна почути сміх і розмови. До кінця треку фонова доріжка приглушується, а сварка навпаки стає все більш чутною. Потім відбувається «згасання», воно триває близько 7 секунд, і на цьому трек закінчується. 
На перевиданні 1999 року були використані вихідні майстер-записи для кожної доріжки, а не оригінальне видання платівки.  В результаті звук вийшов набагато чистіше (це легко помітно у вступі, коли звучить фортепіано і постукують барабанні палички).  Зведення більш відповідає сучасним стандартам: фоновий трек ліворуч, вокал по центру, гітара і бас праворуч.  Іноді основний вокал зміщується трохи правіше, тоді як бек-вокал залишається ліворуч. 
У гітарних партіях, як на перевиданні Yellow Submarine, так і на альбомі Love сильніше викручені «низи». Сміх і базікання тихіше в порівнянні з музикою під час гітарного соло, розмова в самому кінці пісні теж трохи тихіше, але як і раніше добре чути. «Згасання» довше — близько 10 секунд, за рахунок чого чутно на один вигук («Hey bulldog!») більше. 
Існує і монозапіс пісні, він був зроблений для так і невиданого EP з піснями із фільму. У 2009 році він був включений у видання Mono Masters що війшов до бокс-сету The Beatles in Mono.

## Чернеткова версія пісні
Існує запис ранньої версії цієї пісні, виконує її один Леннон, акомпануючи собі на піаніно.  Демо, назване «She can talk to me» тривалістю 48 секунд, з'явилося на виданні бутлегів «Artifacts» (Vol. 1, Disc 4) і «The Lost Lennon Tapes» (Vol 18). 

## Кавер-версії
Пісню «Hey Bulldog» переспівували багато виконавців та колективів, серед яких: Еліс Купер, Елвіс Костелло, Ролф Харріс, Дейв Метьюс, гурти The Gods, Manfred Mann's Earth Band, Skin Yard, Gomez, Of Montreal, The Roots, Майлз Кейн, Fanny і багато інших.

## Масова культура
- Цю пісню можна зіграти в музичній відеогрі The Beatles: Rock Band .

## Склад
- Джон Леннон — вокал, піаніно
- Пол Маккартні — бас-гітара, бек-вокал, тамбурин
- Джордж Харрісон — ритм-гітара, гітара
- Рінго Старр — барабани, голос

## Посиланя
- The Beatles - запис Hey Bulldog в студії на YouTube
- The Beatles Bible: Hey Bulldog [Архівовано 21 вересня 2019 у Wayback Machine.]